# Chiesa di Santa Maria della Fratta
La chiesa di Santa Maria di Corte è un edificio religioso di San Daniele del Friuli,

## Storia
La chiesa fu costruita nel 1348 presso un torrione della cinta muraria cittadina e risalente al X-XI secolo, oggi inglobato nell'abside ottagonale.

## Esterno
La facciata è in pietra e risale alla seconda metà del Quattrocento; è presente un portale riccamente decorato, con un bassorilievo con Maria e Bambino in trono adorate da due angeli, opera di Giorgio da Carona, scultore che aveva lavorato nel vicino Duomo. In cima alla facciata si ammira una bifora campanaria del 1501, opera di Donato da Lugano.

## Interno
Sono presenti un altare del XVII secolo e un affresco del XV secolo, che rappresenta una Scena di caccia con il falcone.